# Platysenta selenosa
Platysenta selenosa là một loài bướm đêm trong họ Noctuidae.